# RDI Video Systems
RDI Video Systems era una compañía de videojuegos fundada originalmente por Rick Dyer como "Advanced Microcomputer Systems", y era conocida por sus videojuegos Laserdisc, comenzando con la inmensamente popular Dragon's Lair. La compañía se declaró en bancarrota poco después de lanzar su consola casera Halcyon, afirmado que sería completamente activado por voz, y tiene una IA a la par con HAL 9000 de la película 2001: A Space Odyssey. Algunos de estos juegos han sido remasterizados por l Leisure.

## Juegos
- Dragon's Lair [2][5]
- Space Ace [6]
- Thayer's Quest
- Raiders vs. Chargers
- Little Shop of Horrors
- Dragon's Lair II: Time Warp
- Orpheus, no lanzado
- The Spirits of Whittier Mansion, no lanzado[5]
- The Shadow of the Stars, no lanzado
- Voyage to the New World, no lanzado